# Ок-Риджская национальная лаборатория
Ок-Риджская национальная лаборатория (англ. Oak Ridge National Laboratory; ORNL) — крупнейшее научно-исследовательское учреждение в системе национальных лабораторий Министерства энергетики США, расположена вблизи города Ок-Ридж (штат Теннесси) рядом с городом Ноксвилл. Научные направления: материаловедение, нейтронная физика, энергетика, высокопроизводительные вычисления, системная биология, национальная безопасность.

## История
Основана в 1942 году как дополнительная площадка Клинтонского инженерного завода для работ в рамках Манхэттенского проекта; в 1943 году под руководством Энрико Ферми в лаборатории пущен второй в мире искусственный ядерный реактор X-10, снабжавший Лос-Аламосскую лабораторию оружейным плутонием. Впоследствии круг решаемых задач расширен, учреждение стало одним из значительных междисциплинарных научных центров США. С 1947 по 1984 год она управлялась компанией Union Carbide.
В лаборатории установлено несколько мощных суперкомпьютеров (в том числе Jaguar, его обновлённая версия Titan, 200-петафлопный суперкомпьютер Summit, эксафлопсный суперкомпьютер Frontier) и несколько нейтронных исследовательских установок, в частности, Spallation Neutron Source и High Flux Isotope Reactor.
Численность работников — более 4,5 тыс. человек, включая 3 тысячи учёных и инженеров. Ежегодно лабораторию посещает до 3 тысяч приглашённых специалистов, проводящих в лаборатории 2 недель, около четверти гостей — представители различных отраслей промышленности.
Годовой бюджет учреждения превышает 1,65 млрд долларов США; 80 % обеспечивается Министерством энергетики, оставшиеся 20 % поступают от федеральных и иных заказчиков.
Лаборатория занимает 18,1 км² резервации Ок-Ридж (общая её площадь территории — 144 км², на ней также находятся Технологический парк Восточного Теннесси, Центр национальной безопасности Y-12, Ок-Риджский институт науки и образования, Ок-Риджский парк науки и технологий).